# Нова Триглија
Нова Триглија (грч. Νέα Τρίγλια, Неа Триглија) је насељено место у општини Нова Пропонтида у периферији Средишња Македонија, Грчка. Према попису из 2021. године било је 2.984 становника.
Према бугарском географу и историчару, Василу Канчову, у Новој Триглији је 1900. године живело 150 Грка. Године 1924. насељене су грчке избегличке породице, тако је на попису из 1928. године Нова Тригрија имала 1.064 становника. Село се раније звало Суфлар.